# Symphony in Blue
‘Symphony in Blue’는 잉글랜드의 싱어송라이터 케이트 부시의 노래로 1978년 EMI 레코드를 통해 발매되었던 “Lionheart”에 수록돼 있다. 1979년 6월 1일 일본과 캐나다에서 세 번째 싱글로 발매되었다. 나머지 국가는 ‘Wow’가 두 번째이자 마지막 싱글로 발매되었다.
‘Wow’ 싱글과 마찬가지로 “Lionheart”의 트랙 ‘Fullhouse’가 일본 싱글의 B사이드로 사용됐다. 캐나다에서는 파란색 바이닐로 발매되었으며 ‘Hammer Horror’가 B사이드로 사용되었다.

## 트랙 리스트
모든 트랙은 케이트 부시가 작곡하였다.
7" 바이닐 – EMI (일본)
1. "Symphony in Blue" – 3:36
2. "Fullhouse" – 3:14

7" 바이닐 - 하비스트 (캐나다)
1. "Symphony in Blue" – 3:36
2. "Hammer Horror – 4:37

## 참여진
음악가
- 스튜어트 엘리엇 – 드럼, 퍼커션
- 데이비드 패튼 – 베이스
- 이언 베언슨 – 일렉트릭 기타
- 케이트 부시 – 보컬, 하모니 보컬, 피아노
- 던컨 맥케이 – 펜더 로즈

프로듀싱
- 앤드류 파월 – 프로듀서
- 케이트 부시 – 보조 프로듀서
- 패트릭 조너드 – 보조 엔지니어
- 데이비드 캐츠 – 오케스트라 지휘
- 존 켈리 – 레코딩 엔지니어
- 나이절 월커 – 엔지니어 보조, 믹싱, 믹싱 보조